# Fred Allen

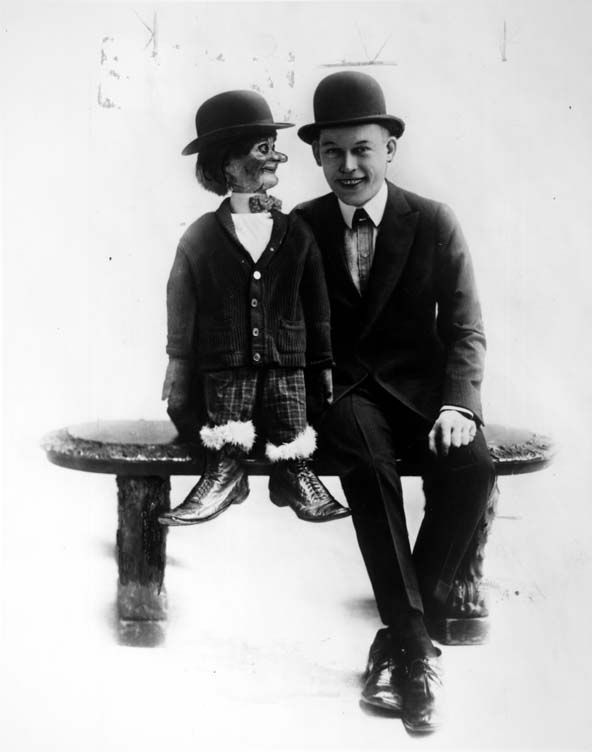
Fred Allen um 1916

Fred Allen, eigentlich John Florence Sullivan (* 31. Mai 1894 in Cambridge, Massachusetts; † 17. März 1956 in New York City, New York) war ein US-amerikanischer Schauspieler, Komiker und Radiomoderator.

## Leben
Allen absolvierte die Boston University und war ein erfolgreicher Boxer, ehe er begann, am Broadway und im Vaudeville aufzutreten. 1930 übernahm er erste Film- und Fernsehrollen und trat ab 1932 im Radio auf, zunächst in der The Linit Bath Club Revue bei CBS und ab 1934 in Town Hall Tonight bei NBC, in der er aktuelle Tagesereignisse satirisch kommentierte, Film und Musicals parodierte und ungewöhnliche Gäste interviewte. Dieses Format wurde später für zahlreiche Shows in Radio und Fernsehen in den USA zum Vorbild (zum Beispiel Saturday Night Live und die Johnny Carson Show) und machte ihn im Radio zum Star.  Ab 1933 nahm er Klavierunterricht bei Isidor Achron. 1940 bis 1944 ging er zurück zu CBS unter dem Namen des neuen Sponsors Texaco Star Theater. Ab 1942 entwickelte er dort auch seine erfolgreichste Comedy-Show, Allen´s Alley, in der Charaktere wie der bombastische Südstaaten-Senator Beauregard Claghorn, die jüdische Hausfrau Pansy Nussbaum aus Brooklyn, der pompöse Dichter Falstaff Openshaw oder der stoische Neuengland-Farmer Titus Moody auftraten.  Nachdem er 1944 wegen seiner Gesundheit vorübergehend pausieren musste, hatte er von Herbst 1945 bis Juni 1949 die The Fred Allen Show bei NBC. Für die erfolgreiche Sendung war er auch als Produzent und Autor tätig. 1950 bis 1952 trat er häufig in der The Big Show von Tallulah Bankhead auf. 1953/54 hatte er eine eigene Fernsehshow Judge for Yourself bei NBC, in der das Publikum Amateur-Künstler bewertete mittels eines Applause Meter. 1954 bis zu seinem Tod 1956 trat er in der Fernsehshow What´s my line ? auf.
Allen gab im Radio häufig Kommentare über Komikerkollegen und auch Sponsoren und Radio-Verantwortliche ab, was ihn oft in Schwierigkeiten brachte. Bekannt war sein sich ab 1937 über lange Jahre hinziehendes Komiker-Duell mit Jack Benny, mit dem er privat befreundet war. Er galt nicht nur als einer der beliebtesten, sondern auch als einer der am häufigsten zensierten Radiomoderatoren.
Fred Allen veröffentlichte zwei Autobiographien mit den Titeln Treadmill to Oblivion (1954) und Much Ado About Me (1956). Im Jahr 1956 verstarb er an den Folgen eines Herzinfarktes. Er war von 1928 bis zu seinem Tod mit der Radiomoderatorin Portland Hoffa (1905–1990) verheiratet, die häufig in seinen Radiosendungen zu hören war.

## Auszeichnungen
Er erhielt zwei Sterne auf dem Hollywood Walk of Fame und wurde 1988 in die Radio Hall of Fame aufgenommen.

## Filmografie
- 1929: The Installment Collector
- 1930: The Still Alarm
- 1935: Musik um Mitternacht (Thanks a Million)
- 1938: Charleston-Girls (Sally, Irene and Mary)
- 1940: Love Thy Neighbour
- 1945: It’s in the Bag!
- 1952: Fünf Perlen (O. Henry’s Full House)
- 1952: Wir sind gar nicht verheiratet (We’re Not Married!)